# Kepheus (Aithiopia)

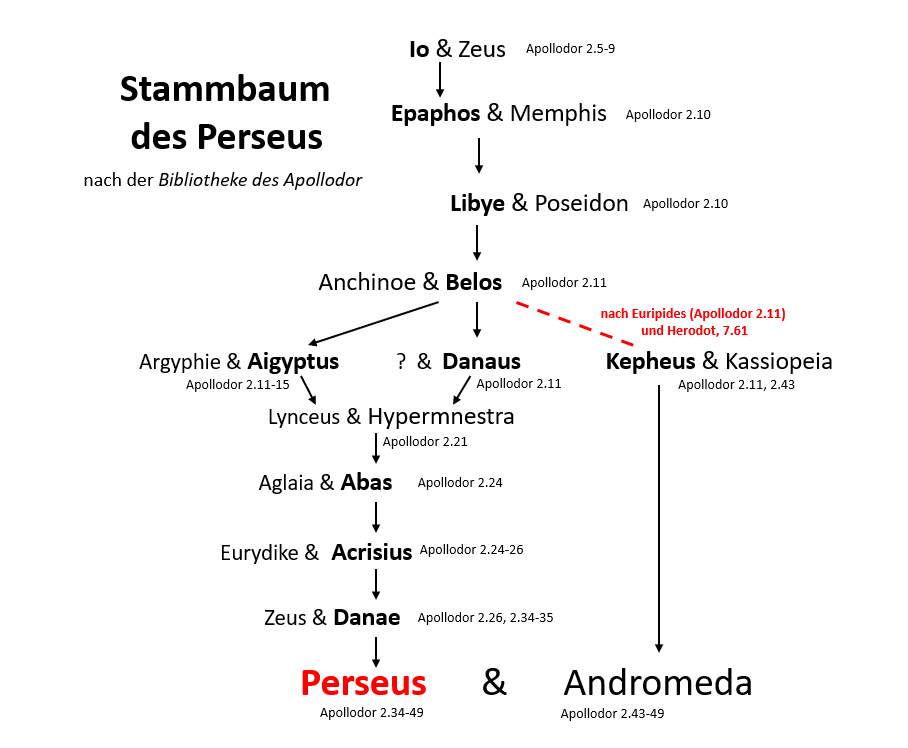
Stammbaum von Perseus und Andromeda gemäß der Bibliotheke des Apollodor

Kepheus (altgriechisch Κηφεύς Kēpheús, lateinisch Cepheus) ist eine Gestalt der griechischen Mythologie. Als König von Aithiopia, dem afrikanischen Land südlich Ägyptens, war er Gemahl der Kassiopeia, Vater der Andromeda und Schwiegervater des Perseus. Nach Herodot und Euripides war Kepheus ein Sohn des Belos, wodurch Perseus und Andromeda gemeinsame Vorfahren hätten, was zu einer der vielen bekannten Zeitachsenkollisionen der griechischen Mythologie führt.
Weil Kepheus’ Ehefrau Kassiopeia – je nach Überlieferungsvariante – sich oder ihre Tochter Andromeda für schöner als die Nereiden, die Nymphen des Meeres und Begleiterinnen des Meeresgotts Poseidon, hielt, entsandte der erzürnte Poseidon daraufhin das Seeungeheuer Ketos sowie eine Flut. Um das Land von dieser Plage zu befreien, ließ Kepheus auf Weisung eines Orakels, das allgemein mit jenem des Ammoneion identifiziert wird, bzw. auf Poseidons Forderung, seine Tochter Andromeda an einen Felsen am Meer ketten, um sie dem Ungeheuer zu opfern.
→ Hauptartikel: Andromeda (Mythologie)
Dort wird Andromeda von Perseus entdeckt, der nicht ganz uneigennützig seine Hilfe anbietet. Nach Ovid und der Bibliotheke des Apollodor eilt Perseus zu Kepheus und Kassiopeia und macht zur Bedingung für die Rettung ihrer Tochter, dass er sie als Braut mit sich nehmen darf, was die Eltern bejahen. Nach Euripides fragt Perseus Andromeda selbst, welchen Dank er zu erwarten hat, wenn er sie befreit, woraufhin Andromeda erwidert, dass er sie als Dienerin, Gattin oder Sklavin mit sich nehmen könne.
Perseus tötet daraufhin das Ketos mit dem Schwert, befreit Andromeda und nimmt sie zur Frau. Dadurch zieht er den Zorn von Andromedas Onkel und Verlobten Phineus auf sich, der mit Gewalt sein Recht einfordert bzw. Perseus in einem Hinterhalt ermorden will. Perseus tötet Phineus und seine Männer daraufhin, indem er ihnen das abgeschlagene Haupt der Medusa entgegenhält und sie so zu Stein erstarren lässt. Noch in Äthiopien gebärt Andromeda den Perses, der bei seinen Großeltern zurückbleibt. Weil Kepheus keine eigenen Söhne hat, wird Perses – der Stammvater der Perser – sein Erbe und Nachfolger. Perseus selbst fliegt mithilfe seiner Flügelschuhe mit Andromeda auf die Kykladeninsel Seriphos.
Ebenso wie Perseus, Andromeda, Kassiopeia und das Ketos wurde Kepheus später von Athena als Sternbild Kepheus in den Himmel versetzt.
Nach ihm wurde später der Mondkrater Cepheus benannt.
Künstlerische Darstellung:
In Filmen und TV-Serien wurde Kepheus von den folgenden Schauspielern verkörpert:
- Roberto Camardiel, in: Perseus – der Unbesiegbare, Spielfilm, Italien, Spanien, 90 Min, 1963. Regie: Alberto De Martino

- Vincent Regan, in: Kampf der Titanen, Spielfilm, USA, 102 Min., 2010. Regie: Louis Leterrier